# Higasi-yukidori Ike
Higasi-yukidori Ike är en sjö i Antarktis. Den ligger i Östantarktis. Norge gör anspråk på området. Higasi-yukidori Ike ligger 175 meter över havet.